# Dali (album)
Pour les articles homonymes, voir Dali.
 (juin 2024).
Si vous disposez d'ouvrages ou d'articles de référence ou si vous connaissez des sites web de qualité traitant du thème abordé ici, merci de compléter l'article en donnant les références utiles à sa vérifiabilité et en les liant à la section « Notes et références ».
Albums de Dalida
Femme...
(1983) Le Visage de l'Amour
(1986)
Dali est un album de la chanteuse Dalida paru au cours du second semestre 1984. Pour cet opus, qui doit son titre au diminutif qui lui est donné, Dalida s’entoure entre autres de Didier Barbelivien, Claude Barzotti, Jeff Barnel, François Valéry et Gilbert Sinoué. Cet album sera largement exploité, fait assez rares pour ses albums parus au cours de la décennie.

## L’exploitation
Le fer de lance de cet album est la chanson Pour te dire je t’aime, reprise du succès de Stevie Wonder.
Le single fut précédé, peu avant l’été, par Soleil/L'innamorata pour lequel Dali a fait de nombreuses télés avant de partir pour ce qui sera sa dernière tournée d’été à travers les villes de France. Pour la rendre encore plus efficace, la chanson sera remixée et commercialisée avec sa version italienne Sara Sara et espagnole Soleil mi sol
Le troisième extrait sera également une reprise de Tony Esposito, popularisée par Boney M. au cours de l’été : Kalimba de Luna. Dalida enregistrera la chanson en anglais et en français. La version française sera remixée pour les clubs et un maxi vinyle promotionnel (sans pochette) sera également édité.
L’année suivante, un quatrième et dernier extrait sera envoyé uniquement en radio sans pour autant être commercialisé : La pensione bianca.

## Dali
L'innamorata ne sera pas intégrée à l’album. Seules Toutes ces heures loin de toi (reprise de Against all odds de Phil Collins) et Pour en arriver-là ne seront pas promotionnées à la télévision.
La première de ces deux chansons ne sera pas ajoutée à l’intégrale des années Orlando en 1997 (la chanteuse ayant été déçue de l’enregistrement de sa version). Pour en arriver-là sera commercialisée en 1987, après le décès de Dalida.
Les dix pistes de cet album sont :

### Face A
- Pour te dire je t’aime
- Là où je t’aime
- Une vie d’homme
- Toutes ces heures loin de toi
- Kalimba de Luna (version anglaise)

### Face B
- La pensione bianca
- C'était mon ami
- Pour en arriver-là
- Mon Italie
- Soleil (new mix)

## Singles
- Soleil / L'innamorata
- Sara' Sara' / Soleil (New Mix)
- Pour te dire je t'aime / Kalimba de luna (version française)
- Kalimba de luna (version anglaise) / Kalimba de luna (version française)
- La pensione bianca (disque promotionnel mono-face)